# Jerry Lucena
Jerry Ruben Petersen Lucena, född 11 augusti 1980 i Esbjerg, är en filippinsk före detta fotbollsspelare som avslutade sin karriär i Esbjerg fB. Han har gjort 39 landskamper för Filippinernas landslag.

## Karriär

### Klubblag
Jerry Lucena startade sin karriär i Esbjerg fB och gjorde debut 1999 i 1. division. Esbjerg gick upp till Superligaen 2001 och säsongen 2002/2003 spelade han 32 matcher när Esbjerg kom 5:a i ligan och kvalificerade sig för UEFA-cupen. Han spelade sin första europeiska match säsongen därpå i kvalet till UEFA-cupen mot Santa Coloma. Säsongen 2003/2004 spelade Lucena samtligan matcher i Superligaen när Esbjerg kom trea. 2006 gick Esbjerg till final i Danska cupen men förlorade dock mot Randers. Han gjorde totalt 245 matcher för Esbjerg innan han lämnade klubben 2007 för att gå till AGF Aarhus.
Jerry Lucena var med om att åka ur Superligaen med AGF 2009/2010, men stannade och hjälpte klubben att direkt flyttas upp i Superligaen igen. I juni 2012 återvände Lucena till moderklubben Esbjerg.

### Landslag
Jerry Lucenas far kom från Filippinerna och hans mor från Danmark vilket gjorde att han kunde välja vilken nation han ville spela för. 2001 blev han kallad till det danska U21-landslaget som han gjorde två matcher för. Han gjorde även två inofficiella landskamper för Danmarks A-landslag.
Lucena bytte landslag och gjorde debut för Filippinerna 23 mars 2011 mot Palestina i kvalet till AFC Challenge Cup 2012. Han gjorde två mål för Filippinerna, båda i matcher mot Maldiverna.

## Meriter
Esbjerg fB
- Danska cupen: 2013

Filippinerna
- AFC Challenge Cup
  - Silver: 2014